# Relações entre Iraque e Israel

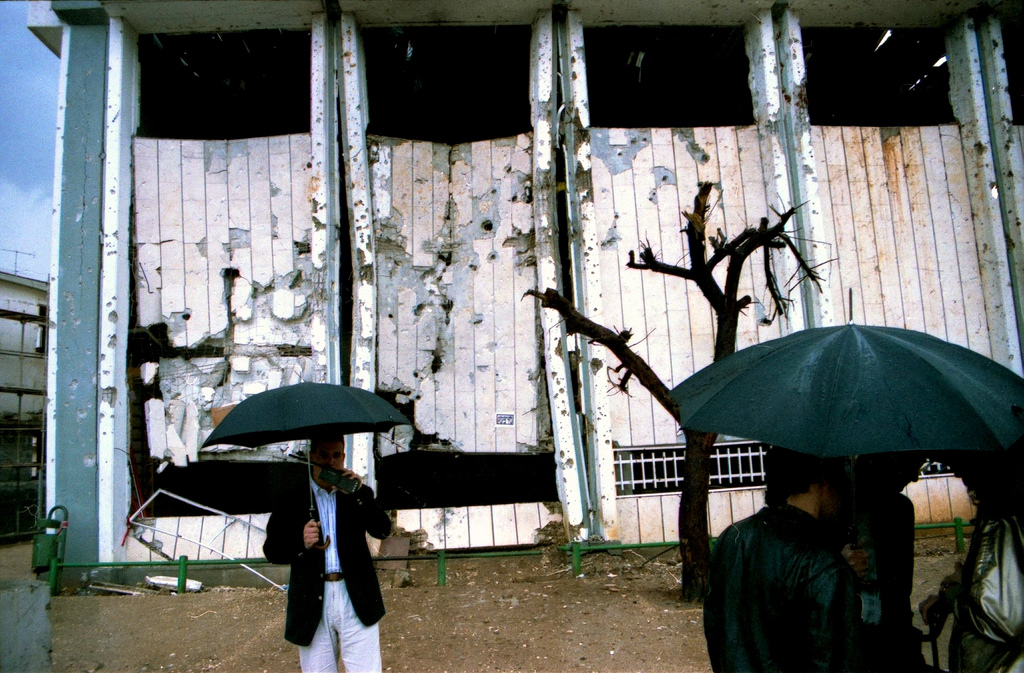
Um edifício atingido no primeiro ataque de mísseis de Saddam Hussein em Tel Aviv.

A República do Iraque e o Estado de Israel não possuem quaisquer relações diplomáticas entre ambos. O Iraque declarou guerra ao recém-criado estado judeu em 1948, e desde então, as relações entre os dois países mantiveram-se hostis na melhor das hipóteses. As forças militares iraquianas participaram de ações contra Israel em 1948, 1967 e 1973, bem como dispararam dezenas de mísseis balísticos Scud contra a nação israelense durante a Guerra do Golfo em 1991 (apesar de Israel não ter se envolvido nesta guerra). Israel bombardeou o reator nuclear iraquiano de Osirak em 1981.